# Hippoporidra truculenta
Hippoporidra truculenta är en mossdjursart som beskrevs av James Dick och Ross 1988. Hippoporidra truculenta ingår i släktet Hippoporidra och familjen Hippoporidridae. Inga underarter finns listade i Catalogue of Life.